# Энтони, Мелвин
Ме́лвин Э́нтони (англ. Melvin Anthony; род. 13 ноября 1972 года, Сакраменто, Калифорния, США) — профессиональный культурист.

## Биография

### Ранние годы
Мелвин Энтони родился 13 ноября 1972 года в Сакраменто, Калифорния. В юности мало интересовался бодибилдингом. Всё изменилось, когда он случайно встретил спортсмена. Слова незнакомца изменили всю его дальнейшую жизнь.
Эй, парень, у тебя хорошее телосложение, ты можешь стать отличным атлетом. Всё, что тебе нужно — это дисциплина, чтобы ходить в тренажёрный зал, правильно питаться и правильно тренироваться.
 Энтони никогда больше не встречал этого человека и не узнал его имени.
После этой встречи Мелвин начал упорно тренироваться, и к 18 годам у него уже было прекрасное телосложение. Благодаря этому он смог беспрепятственно поступить в колледж «Сан-Бернардино Вэлли» (англ. San Bernardino Valley College), где ему была назначена стипендия футболиста. Хотя он ни разу не играл в футбол, он сумел  всех убедить в том, что является профессиональным игроком.

### Карьера культуриста
На соревнованиях по бодибилдингу Мелвин начал выступать, когда заканчивал обучение в колледже. В 1995 году он занял первое место в «NPС Palm Springs competition».
В 2000 году атлет получает профессиональный статус в Международной Федерации Бодибилдеров (англ. International Federaion of BodyBuilders, IFBB).

### Личная жизнь
В настоящее время Мелвин проживает в Калифорнии со своей женой Иветт (англ. Ivette).

## Арест
Энтони Мелвин был арестован 13 января в Харрисон Каунт, штат Миссисипи, и обвинён во владении, доставке и распространении запрещённых веществ, а также во владении огнестрельным оружием после вынесения обвинительного приговора за совершение тяжкого преступления. (Источник сообщал, что запрещённым веществом было экстази, но в дальнейшем эта информация не подтверждалась.) Он признал себя виновным в первом и втором обвинении и был приговорён 19 января к двум параллельным 10-летним срокам наказания. Энтони, родившийся в 1969-м году (не в 1973-м, как сообщалось ранее), ныне является заключённым в Центральном Исправительном Учреждении штата Миссисипи, а предварительный срок его выхода на свободу датирован 7 января 2027 года. 
Ранее Мелвина арестовывали 23 августа 2015 года в Миссисипи по обвинению, включавшему в себя вождение в состоянии наркотического опьянения, владение запрещённым веществом (метамфитамином) с намерением его распространения, а также владение огнестрельным оружием после вынесения обвинительного приговора.

## История выступлений
| Год  | Соревнования            | Место |
| ---- | ----------------------- | ----- |
| 2009 | Мистер Олимпия          | 11    |
| 2009 | Атлантик-Сити Про       | 4     |
| 2008 | Мистер Олимпия          | 6     |
| 2008 | Атлантик-Сити Про       | 1     |
| 2008 | Гран При Новая Зеландия | 2     |
| 2008 | Гран При Австралия      | 2     |
| 2008 | Арнольд Классик         | 8     |
| 2007 | Мистер Олимпия          | 6     |
| 2007 | Атлантик-Сити Про       | 4     |
| 2006 | Мистер Олимпия          | 5     |
| 2006 | Сан-Франциско Про       | 3     |
| 2006 | Арнольд Классик         | 5     |
| 2005 | Мистер Олимпия          | 7     |
| 2005 | Сан-Франциско Про       | 3     |
| 2005 | Арнольд Классик         | 5     |
| 2005 | Айронмен Про            | 4     |
| 2004 | Гран При Венгрия        | 4     |
| 2004 | Ночь чемпионов          | 1     |
| 2003 | Шоу Силы Про            | 8     |
| 2003 | Мистер Олимпия          | 9     |
| 2003 | Сан-Франциско Про       | 4     |
| 2003 | Арнольд Классик         | 8     |
| 2003 | Айронмен Про            | 2     |
| 2002 | Ночь чемпионов          | 8     |
| 2002 | Европа Супершоу         | 10    |
| 2001 | Гран При Англия         | 6     |
| 2001 | Мистер Олимпия          | 11    |
| 2001 | Гран При Австралия      | 7     |
| 2001 | Арнольд Классик         | 7     |
| 2001 | Сан-Франциско Про       | 3     |
| 2001 | Айронмен Про            | 2     |
| 2001 | Гран При Венгрия        | 8     |
| 2000 | Ночь чемпионов          | 7     |

## Антропометрические данные
Грудь — 138 см
Бедро — 72 см
Бицепс — 53 см
Голень — 52,5 см
Талия — 70 см

## Интересные факты
- Мелвин — глубоко религиозный человек.[1]
- В колледже Мелвин получил образование по специальности визажист-маникюрщик.[1]
- Мелвин является официальным лицом многих фитнес-журналов.[1]